# ギュル・トレイン
ギュル・トレイン（ウルドゥー語: گل ٹرین 、英: Gül Train）は、イラン・イスラム共和国（通称：イラン）の首都テヘランを経由して、パキスタン・イスラム共和国（通称：パキスタン）の首都イスラマバードと、トルコ共和国（通称：トルコ）の最大都市イスタンブールの間で運行されている、国際貨物列車サービスである。
以前は、エコ・トレイン (ECO Train) と呼ばれていた。
当列車は、トルコのアブドゥラー・ギュル大統領にちなんで名付けられており、2009年8月14日より試験的に運行開始された。
当列車は、経済協力機構 (ECO:Economic Cooperation Organization) の重要なプロジェクトとなっている。
ギュル・トレインは、6,500キロメートル (4,039 mi)を16日間でカバーすることにより、イスラマバード、テヘランおよびイスタンブールを結ぶ。
この区間では、イランのザーヘダーンにて標準軌のイラン鉄道と広軌のパキスタン鉄道の間に異軌間がある。
標準軌から広軌へのコンテナ積み替えのために、ザーヘダーンにコンテナ・ターミナルの設置が計画されている。
当ルートでは、旅客列車サービスについても検討されている。
当プロジェクトにおいて、パキスタンのクエッタとタフタンの間の貧弱な鉄道インフラが、主な障害となっている。